# Польтроньери, Альберто
Альберто Польтроньери (итал. Alberto Poltronieri; 9 ноября 1892, Милан — 13 января 1983, там же) — итальянский скрипач.
Ученик Джероламо Де Анджелиса. Гастролировал как солист с 1914 года, в том числе в Берлине, Вене и Буэнос-Айресе, однако в первую очередь приобрёл известность как ансамблист. В 1923 году основал собственный струнный квартет, выступавший до 1950 года, наиболее известен выступлениями в 1931—1940 гг. в составе Итальянского трио вместе с Альфредо Казеллой (фортепиано) и Артуро Бонуччи (виолончель). В послевоенные годы возродил Итальянское трио с участием Карло Видуссо и Бенедетто Мадзакурати.
В 1924—1956 гг. преподавал в Миланской консерватории, девять раз входил в жюри Международного конкурса скрипачей имени Паганини. Редактировал итальянские издания произведений Баха, многие переиздания дидактических сочинений для скрипки.